# Лакуста Олег Корнійович
Олег Корнійович Лакуста — полковник Національної поліції України, учасник російсько-української війни, що відзначився у ході російського вторгнення в Україну. Герой України (2023).

## Життєпис
Народився у 1975 році в м. Чернівці. У 2003 році закінчив Чернівецький національний університет.
Учасник АТО на сході України у складі відділу швидкого реагування "Сокіл" УБОЗ УМВС України в Чернівецькій області..
3 липня 2023 році тратив свого брата Гліб Лакуста загинув  на Донеччина.

## Нагороди
- Звання Герой України з врученням ордена «Золота Зірка» (23 лютого 2023) — за особисту мужність і героїзм, виявлені у захисті державного суверенітету та територіальної цілісності України, самовіддане служіння Українському народові[2].